# Esther Yevin
Esther Yevin, född 1877, död 1975, var en israelisk feminist och aktivist. 
Hon var medgrundare av Union of Hebrew Women for Equal Rights in Erez Israel 1919. 